# بصری (شهر)
بُصری (در عربی: بصری) نام شهری باستانی در کشور سوریه است. این شهر در فاصله ۱۸۰ کیلومتری دمشق واقع شده و در نزدیکی مرز بین سوریه و اردن و تا حدودی اسرائیل قرار دارد.
شهر بصری در گذشته مرکز عربیه (روم) امپراتوری روم و مهم‌ترین توقف‌گاه سر راه کاروان‌های عازم مکه بوده‌است. تئاتر رومی که متعلق به سده ۲ میلادی است، از مکان‌های دیدنی شهر باستانی بصری است.
همچنین در این شهر باستانی، ویرانه‌های متعلق به اوایل ظهور مسیحیت یافت شده‌است.
به اعتقاد مسلمانان، وقتی محمد همراه عمویش، ابوطالب، در کاروان تجاری عازم سوریه بود، راهبی مسیحی به نام بحیرا در این شهر با دیدن او پیش‌بینی کرد که او در آینده پیامبر خواهد شد.